# Versuchstierkunde
Versuchstierkunde ist ein interdisziplinäres Fachgebiet, das sich mit der Verwendung von Tieren in wissenschaftlichen Experimenten und Studien beschäftigt. Es umfasst die ethischen, rechtlichen und wissenschaftlichen Aspekte der Tierforschung. Ziel der Versuchstierkunde ist es, die Grundlagen für den Einsatz von Tieren in der Forschung zu verstehen, um sicherzustellen, dass dieser Einsatz das Wohl des Tieres bestmöglich respektiert und das die gewonnenen Daten valide und reproduzierbar sind.
Ein wichtiger Bestandteil der Versuchstierkunde ist das Verständnis der biologischen und physiologischen Eigenschaften der Tiere, die in Experimenten verwendet werden. Dies hilft Forschern, geeignete Tiermodelle für bestimmte Krankheiten oder biologische Prozesse auszuwählen. Zudem spielt die Einhaltung von Tierschutzgesetzen eine zentrale Rolle, um das Wohlergehen der Tiere zu gewährleisten.
In vielen Ländern gibt es strenge Vorschriften und Richtlinien, die den Einsatz von Versuchstieren regeln, einschließlich der Notwendigkeit einer ethischen Genehmigung für Forschungsprojekte, die Tiere einbeziehen.